# 朴智元 (政治人物)
朴智元（1942年6月5日—），生於全羅南道珍島郡，本貫密陽，韓國政治家，曾任第14、18、19、20、22屆國會議員，文化體育觀光部長官、总统秘书室长、國民之黨代表、國家情報院院長。在進入政界之前，他曾在美國經商。

## 教育
- 珍島烏山小學（朝鲜语：오산초등학교 (진도군)）
- 珍島中學（朝鲜语：진도고등학교）
- 文泰中學（朝鲜语：문태고등학교）
- 光州教育大學（朝鲜语：광주교육대학교）基礎教育學學士
- 檀國大學商學院商學學士
- 高麗大學媒體研究科結業（1997年）
- 木浦大學（朝鲜语：국립목포대학교）名譽法學博士（2009年）
- 朝鮮大學名譽經濟學博士（2010年）
- 木浦海洋大學名譽政治學博士（2015年）

## 選舉履歷
| 年度 | 選舉屆數       | 選舉區                       | 所屬政黨       | 得票數    | 得票率 | 當選標記 | 備註 |
| ---- | -------------- | ---------------------------- | -------------- | --------- | ------ | -------- | ---- |
| 1992 | 第14屆國會選舉 | 全国区第21位                 | 民主黨         | 6,004,578 | 29.17% |          |      |
| 1996 | 第15屆國會選舉 | 京畿道富川素砂區             | 新政治國民會議 | 31,786    | 37.25% |          |      |
| 2008 | 第18屆國會選舉 | 全罗南道木浦市               | 無黨籍         | 45,415    | 53.59% |          |      |
| 2012 | 第19屆國會選舉 | 全罗南道木浦市               | 民主統合黨     | 63,705    | 71.17% |          |      |
| 2016 | 第20屆國會選舉 | 全罗南道木浦市               | 國民之黨       | 58,630    | 56.38% |          |      |
| 2020 | 第21屆國會選舉 | 全罗南道木浦市               | 民生党         | 47,528    | 37.34% |          |      |
| 2024 | 第22屆國會選舉 | 全罗南道海南郡·莞島郡·珍島郡 | 共同民主党     | 78,324    | 92.35% |          |      |

## 獎項
- 1983年6月，人民勳章銅質獎章
- 2002年6月，服務勳章
- 2005年11月，鎮島縣市民獎
- 2009年11月，被選為國會專家委員
- 2009年11月，國會常任委員會（司法委員會、資訊委員會）在立法活動中排名第1位
- 2009年11月，韓國地方報協會光州全羅南協議會 選定草根議程大獎
- 2009年12月，百峰神社十大獎
- 2010年11月，被選為NGO監督員、國家審計委員會優秀成員
- 2010年12月，百峰神社十大獎
- 2011年11月，第18屆正義社會光明國民協會 最佳全體國會議員
- 2011年11月，榮獲韓國文化藝術選民聯合會頒發的第18屆最佳國會議員模範獎
- 2011年11月，被NGO監察組評選為政府審計優良委員
- 2011年12月，民主統合黨評選的全國審計最佳成員

## 家庭
1971年與李善子（音譯）結婚，婚后育有兩女（分別出生於1983年和1985年，並均於1994年放棄韓國公民身份成為美國公民），至2018年两人離婚。